# Vojnovec Loborski
Vojnovec Loborski es una localidad de Croacia en el municipio de Lobor, condado de Krapina-Zagorje.

## Geografía
Se encuentra a una altitud de 271 m s. n. m. a 71,6 km de la capital nacional, Zagreb.

## Demografía
En el censo 2011, el total de población de la localidad fue de 416 habitantes.